# إلياس برينر
إلياس برينر (بالسويدية: Elias Brenner)؛ (بالفنلندية: Elias Brenner) هو نقاش أطباق نحاسية ‏ ومؤرخ ورسام سويدي وفنلندي، ولد في 18 أبريل 1647 في Isokyrö ‏ في فنلندا، وتوفي في 16 يناير 1717 في City of Stockholm (former municipality) ‏ في السويد.

## معرض صور

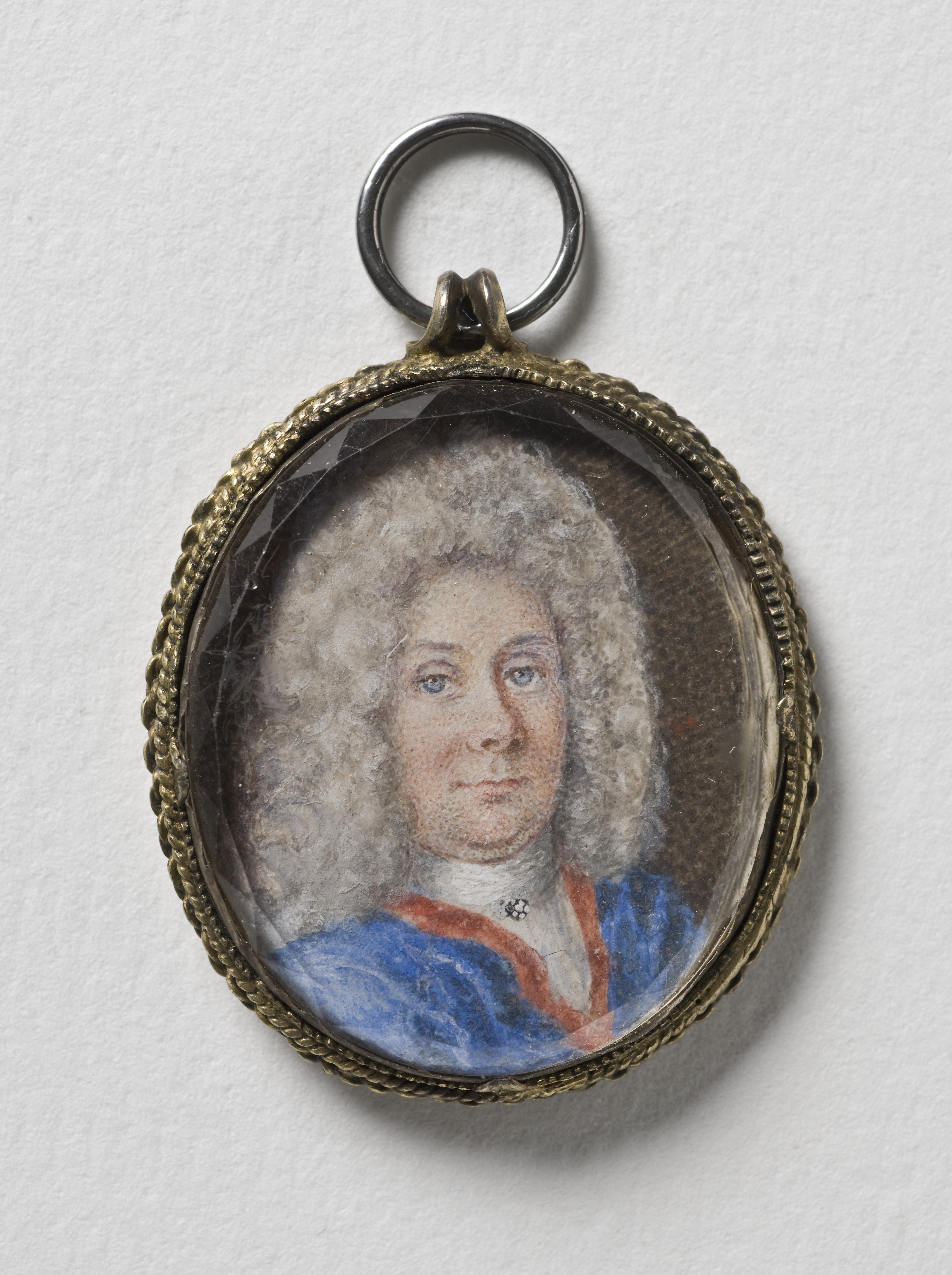
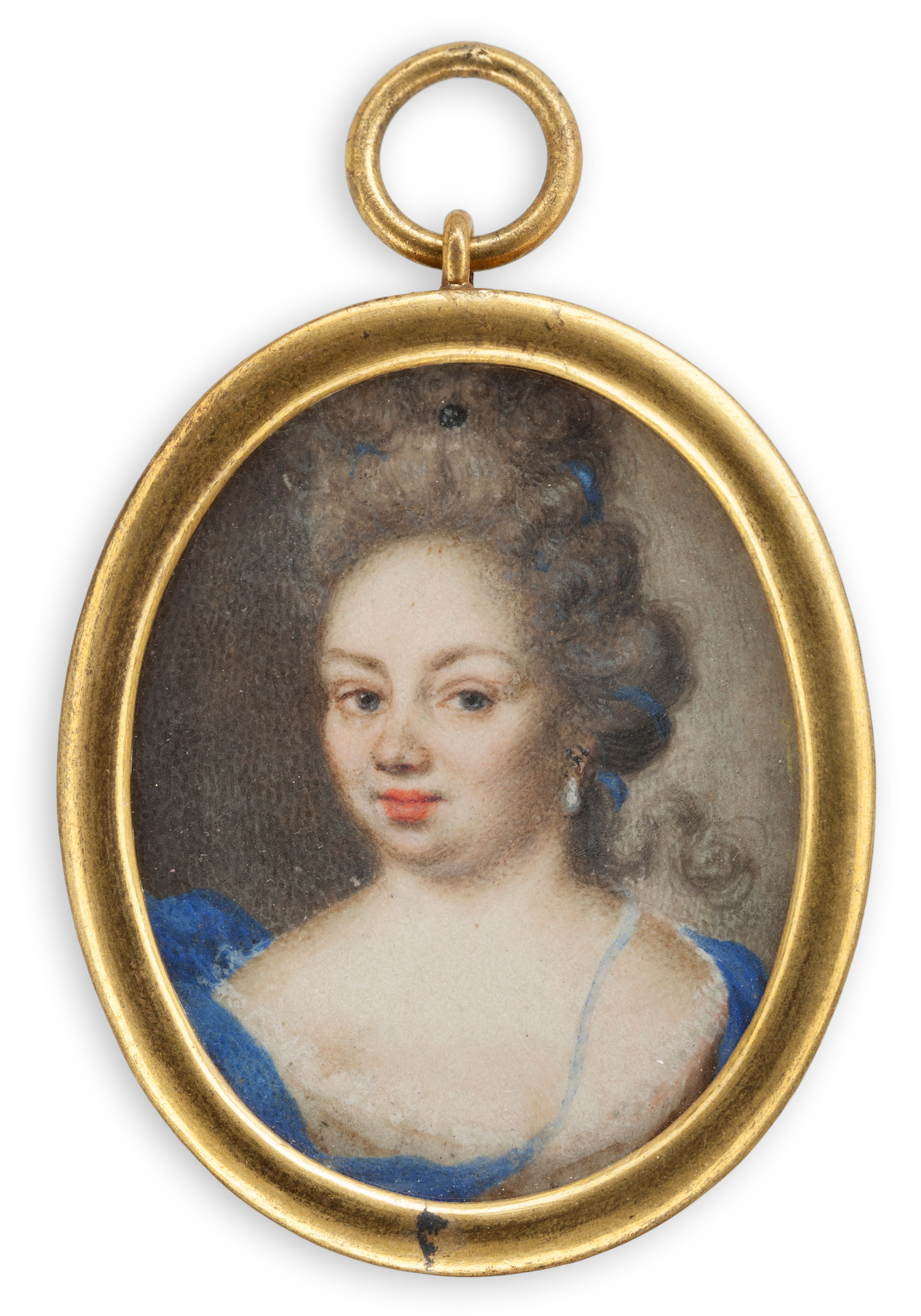
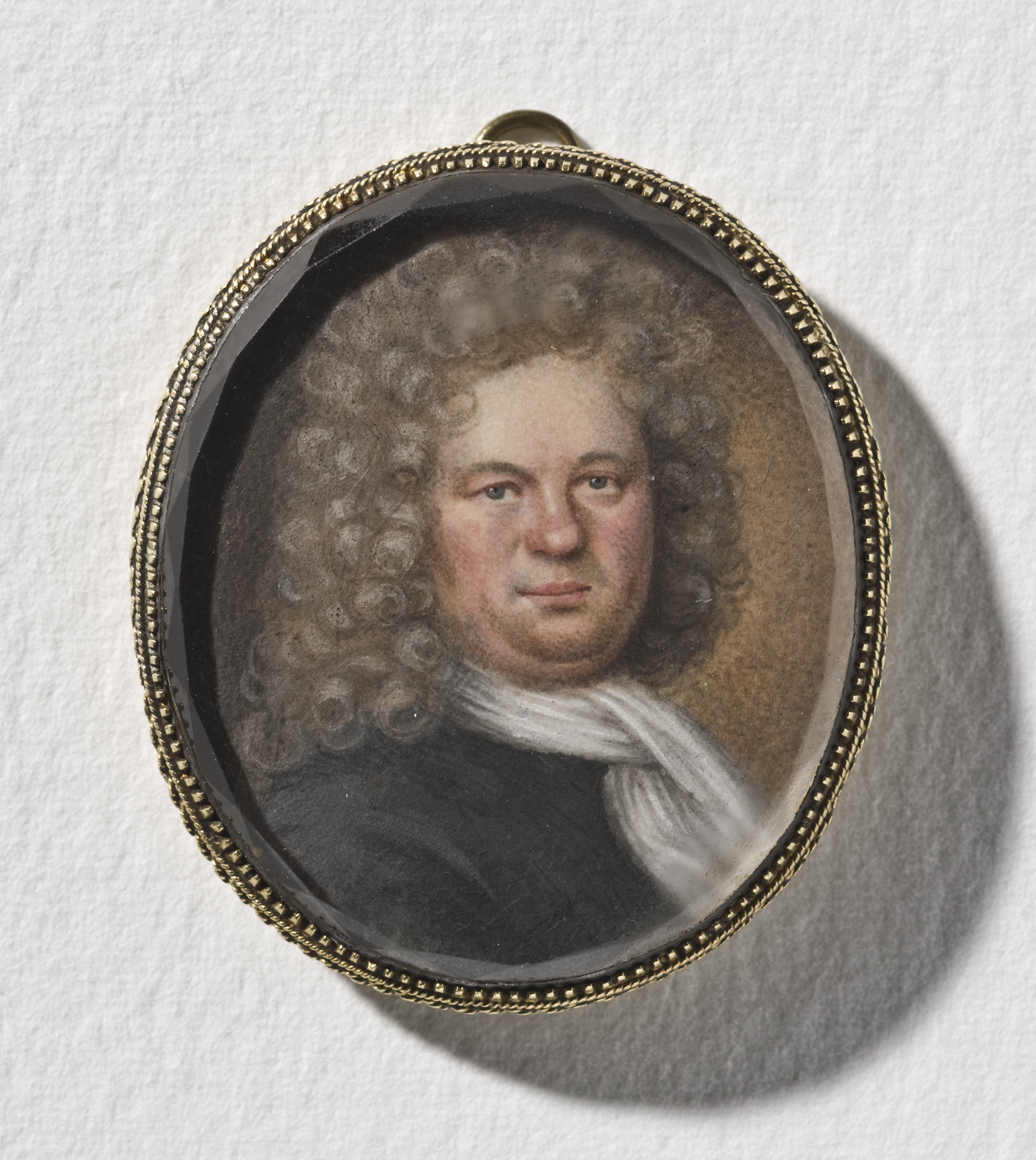
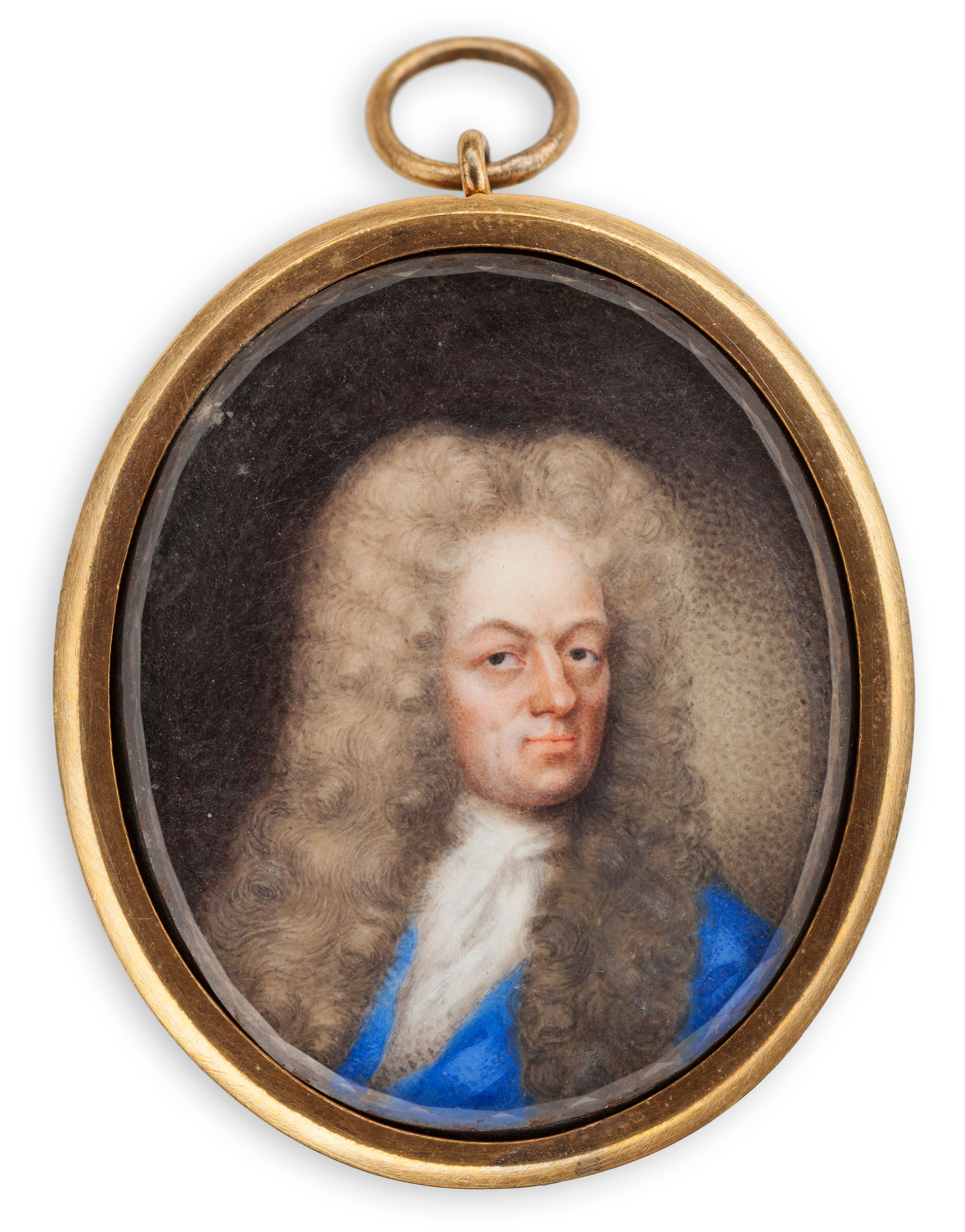
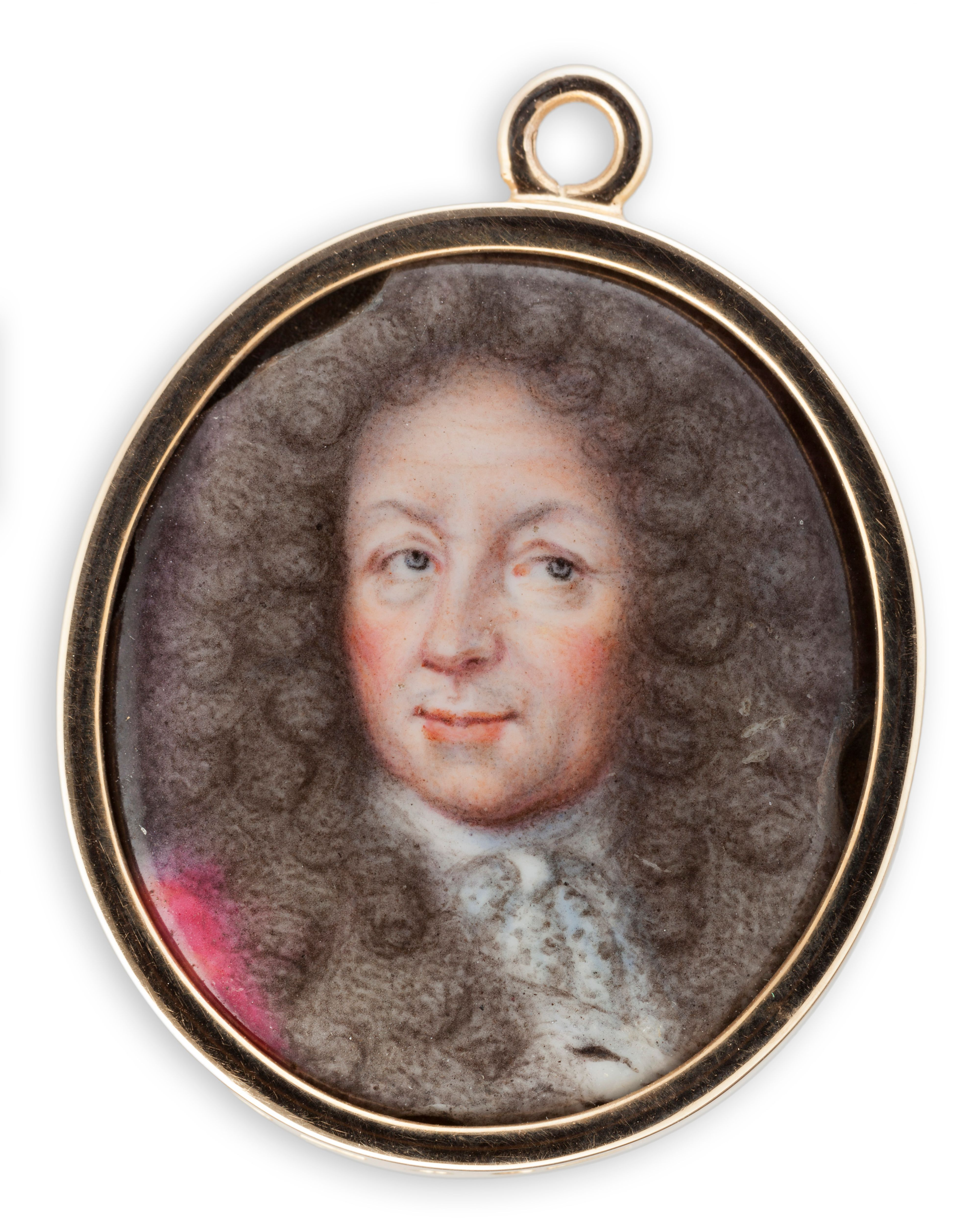